# Aspergillus candidus
Aspergillus candidus (Aspergillus candidus Link) – gatunek grzybów z rzędu kropidlakowców (Eurotiales). Gatunek kosmopolityczny, występujący na całym świecie, głównie w ciepłych rejonach.

## Systematyka i nazewnictwo
Pozycja w klasyfikacji według Index Fungorum: Aspergillus, Aspergillaceae, Eurotiales, Eurotiomycetidae, Eurotiomycetes, Pezizomycotina, Ascomycota, Fungi.
Takson ten po raz pierwszy zdiagnozowany został w 1809 r. przez Linka i według Index Fungorum nazwa podana przez tego autora jest prawidłowa. Później przez różnych autorów opisywany był pod różnymi nazwami i zaliczany do różnych rodzajów, wyróżniono też w jego obrębie różne podgatunki, odmiany i formy. Według Index Fungorum obecnie wszystkie one są synonimami Aspergillus candidus

- Aspergillus candidus var. candidus Link 1809
- Aspergillus candidus subsp. candidus Link 1809
- Aspergillus candidus var. densior Link, 1824
- Aspergillus candidus var. tenuissima Link 1824
- Aspergillus candidus subsp. tjibodensis Penz. & Sacc. 1902
- Aspergillus candidus var. tjibodensis (Penz. & Sacc.) Sacc. 1906
- Aspergillus okazakii Saito 1907
- Sterigmatocystis okazakii (Saito) Sacc. 1913

## Morfologia
Na podłożu Czapeka (CzA) rośnie wolno, na MEA szybciej, na CREA słabo, wzrastają kolonie płaskie o powietrznej strukturze, przechodzące stopniowo od koloru białego (na MEA białe) do kremowego i żółtokremowego, czasem sklerocja przechodzą z białych w purpurowe a nawet czarne; spód kolonii jest bezbarwny lub bardzo jasnożółty do słabo różowego, u niektórych szczepów występuje czarnopurpurowa obwódka. Główki konidioforów mają promienisty układ zarodników. Metule mają 7–20 × 5–8 μm długości, fialidy 6–9 × 2–3 μm. Zarodniki są okrągłe do elipsoidalnych, gładkie z cienkimi ścianami o średnicy 2,5 × 4,0 μm.

## Występowanie
Występuje na całym świecie, szczególnie w klimacie równikowym i podzwrotnikowym w glebach, na nasionach i ryzosferze, nigdy w glebie bez obecności korzeni.  Znajdowany w żywności i paszach zwierzęcych, głównie zbożach.

## Znaczenie
- Jest częstą przyczyną inwazyjnej aspergilozy, |grzybicy uszu oraz paznokci u ludzi[4][2].
- Izolowany jest od ptaków (zarówno od osobników zdrowych jak i od osobników ze zmianami chorobowymi), od świń oraz martwych pszczół[2][5]
- Wytwarza mikotoksyny – kwas kojowy, terfenillinę, kandydulinę, ksantoascynę oraz kwas β-nitropropionowy[2].